# أحمر
الأحمر هو عند نهاية الطول الموجي للطيف المرئي للضوء، ويجاوره البرتقالي ويقابله في الطول الموجي البنفسجي. يتراوح طوله الموجي المهيمن بين 625 و740 نانومتر. وهو لونٌ أساسي في النموذج اللوني أحمر أخضر أزرق ولون ثانوي في النموذج اللوني سيان ماجنتا أصفر أسود (يتكون من أحجواني وأصفر) وهو من الألوان المكملة للون السيان. تتراوج درجات الأحمر من اللون السقلاتي اللامع ومسحوق الزنجفر إلى الأحمر القرمزي المزرقّ، وتختلف ظلاله من الزهري الضارب إلى الأحمر الباهت إلى البرغندي الغامق.
وتعرف أطوال الموجات الأقل من ذلك باسم الأشعة تحت الحمراء، ولا يمكن تمييزها بالعين البشرية وإنما باستخدام أجهزة خاصة تحس بها بالحرارة.

الألوان الأولية في نظام جمع الألوان

## رمزية اللون الأحمر

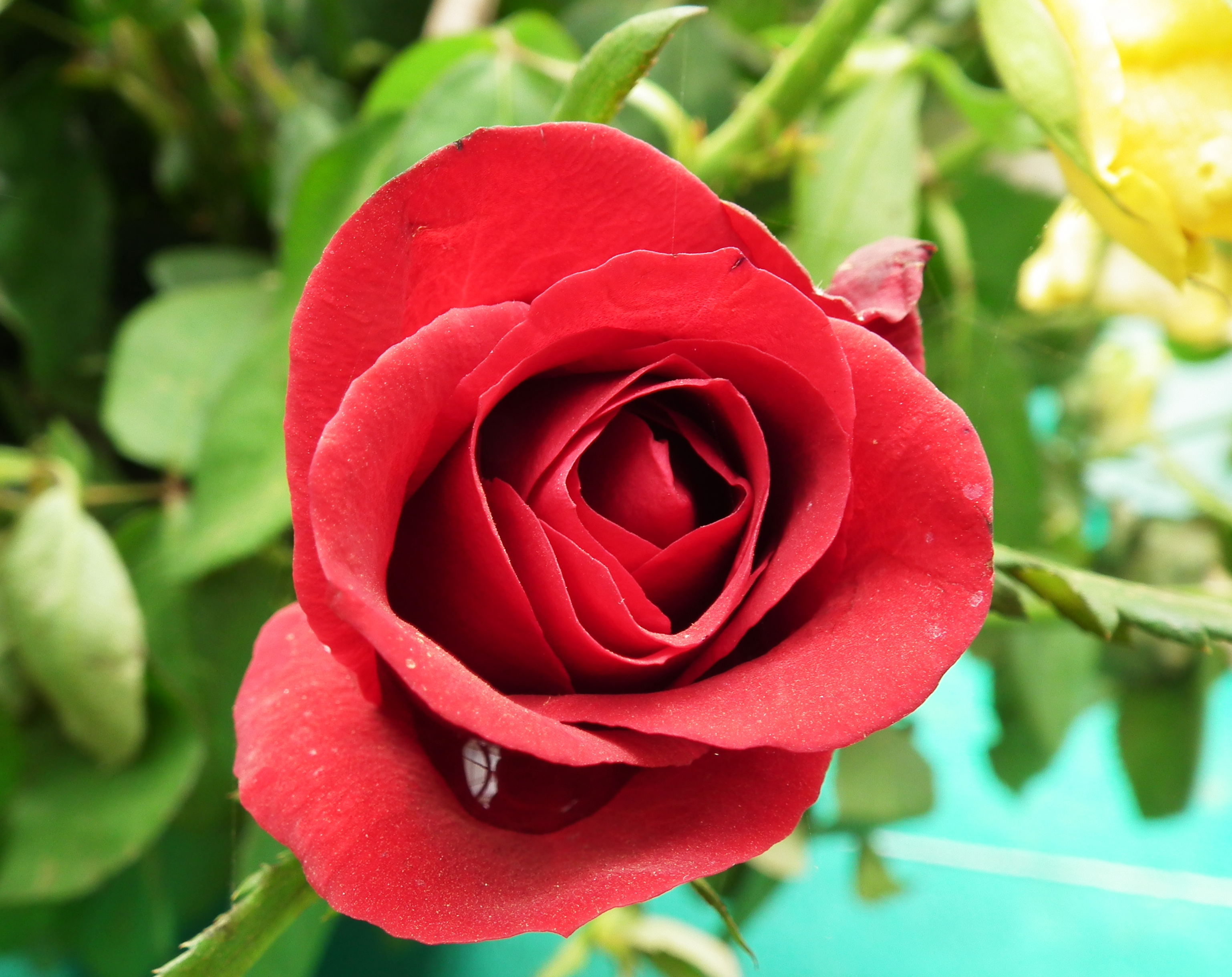
وردة حمراء

ترمز الألوان في حياتنا اليومية لمشاعر كالحب و الغضب و الحيوية , كاللون الأحمر الذي يرمز للنشاط , و الذي يعمل على زيادة ضربات القلب.
تكمن رمزية اللون الأحمر في ما يلي :-
- لون الخطر والتحذير. والحسم والرفض.
- إشارة حمراء في قواعد المرور تعني التوقف الفوري.
- مصطلح خط أحمر سياسيا وعسكريا تعني الحد النهائي للأمر.
- هو لون الثورة البلشفية السوفيتية ورمز الحركة الشيوعية.

الخط الأحمر: من مظاهر الانفراج الدولي وبعد أزمة الصواريخ الروسية بكوبا انشأ خط هاتفي سمي بالخط الأحمر بين البيت الأبيض الأمريكي بواشنطن والكرملن بموسكو (الاتحاد السوفيتي).
[بحاجة لمصدر]

## درجات اللون الأحمر
توجد العديد من درجات اللون القريبة من اللون الأحمر , و في ما يلي أبرزها :-

### أحمر بندقي

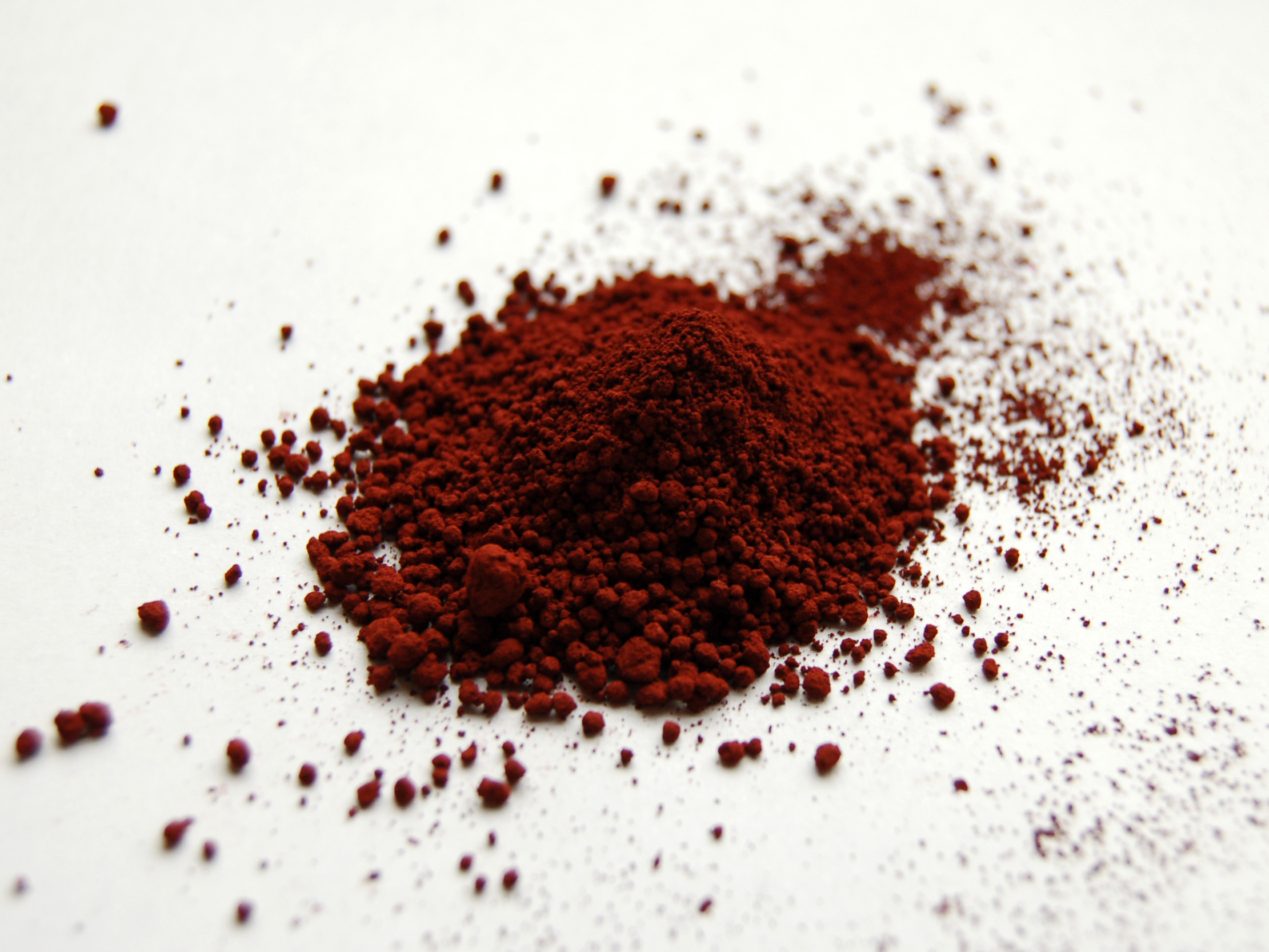
أوكسيد الحديد الثلاثي (Fe_{2}O_{3})

اللون الأحمر البندقي (بالإنجليزية: Venetian Red)‏ هو صبغة لونها عبارة عن ظل داكن للسقلاتي تتكون من أكسيد الحديد الثلاثي، وهي خامة حمراء تؤخذ من منطقة مجاورة للبندقية.

### أحمر فارسي
اللون الأحمر الفارسي (بالإنجليزية: Persian red)‏ هو صبغة حمراء برتقالية من الخليج العربي، تتكون من سيليكات الحديد مع أوكسيد الألومينيوم، وأوكسيد المغنيسيوم.

### عقيقي
اللون العقيقي موضح على اليسار، وهو لون له ظل بني محمر، وقد أخذ اسمه من الحجر شبه الكريم العقيق، وهو ضرب من العقيق الأبيض.

### أحمر الإطفائية

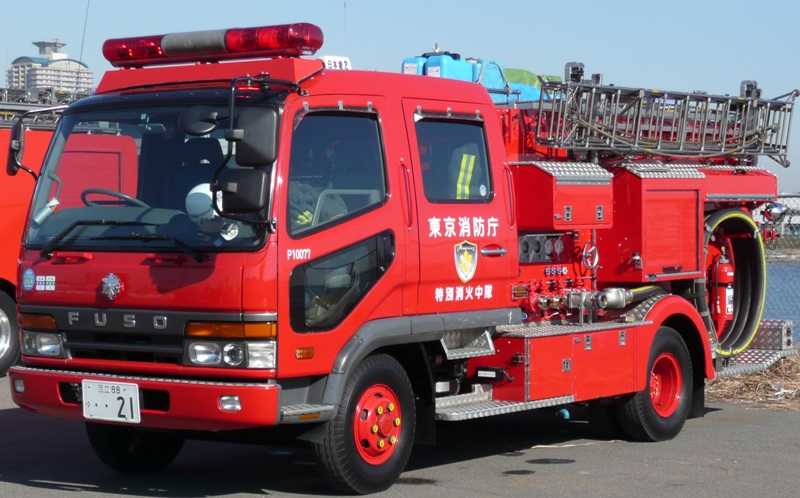
سيارة إطفاء تابعة لوكالة مكافحة حرائق طوكيو

اللون أحمر الإطفائية موضح على اليسار، وهو لون مستخدم بكثرة في سيارات الإطفاء.

### أحمر كاردينالي

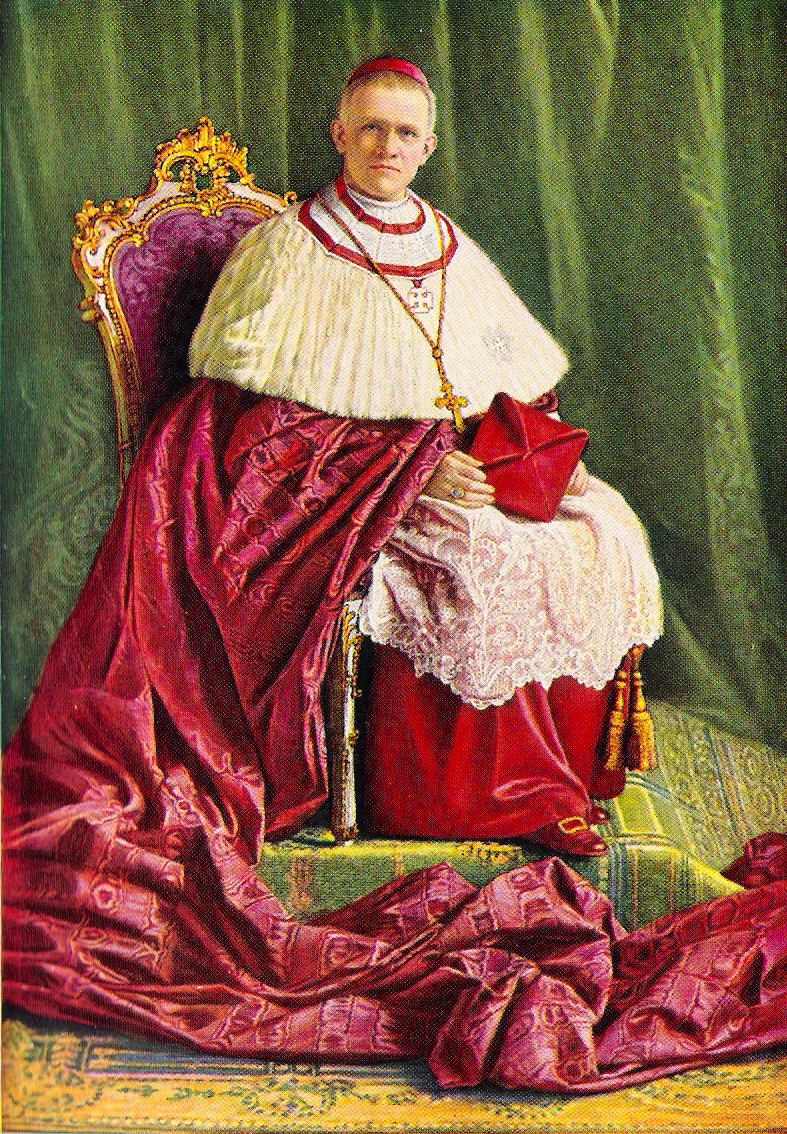
الكاردينال ثيودور إنيتزر

الأحمر الكاردينالي هو أحمر مشرق، أخذ اسمه من الثياب الكهنوتية التي يلبسها الكرادلة الكاثوليك، وعائلة الطيور الكاردينال أخذت اسمها من هذا اللون.

### ياقوتي

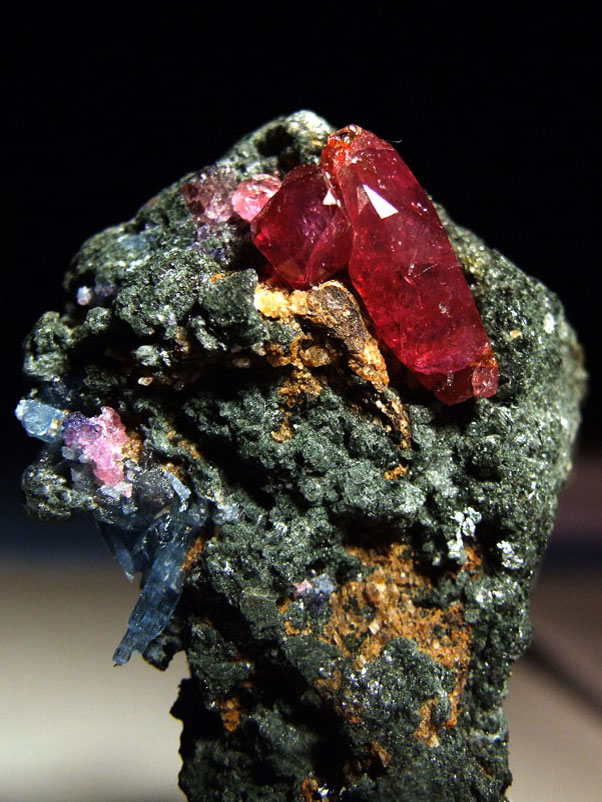
بلورات الياقوت الطبيعي من وينزا، تنزانيا

موضح على اليسار اللون الياقوتي، وهو لون منسوب إلى الحجر الكريم الياقوت بعد أن يقطع ويصقل، والذي يكون بلون أغمق من الياقوت غير المصقول.

### عليقي

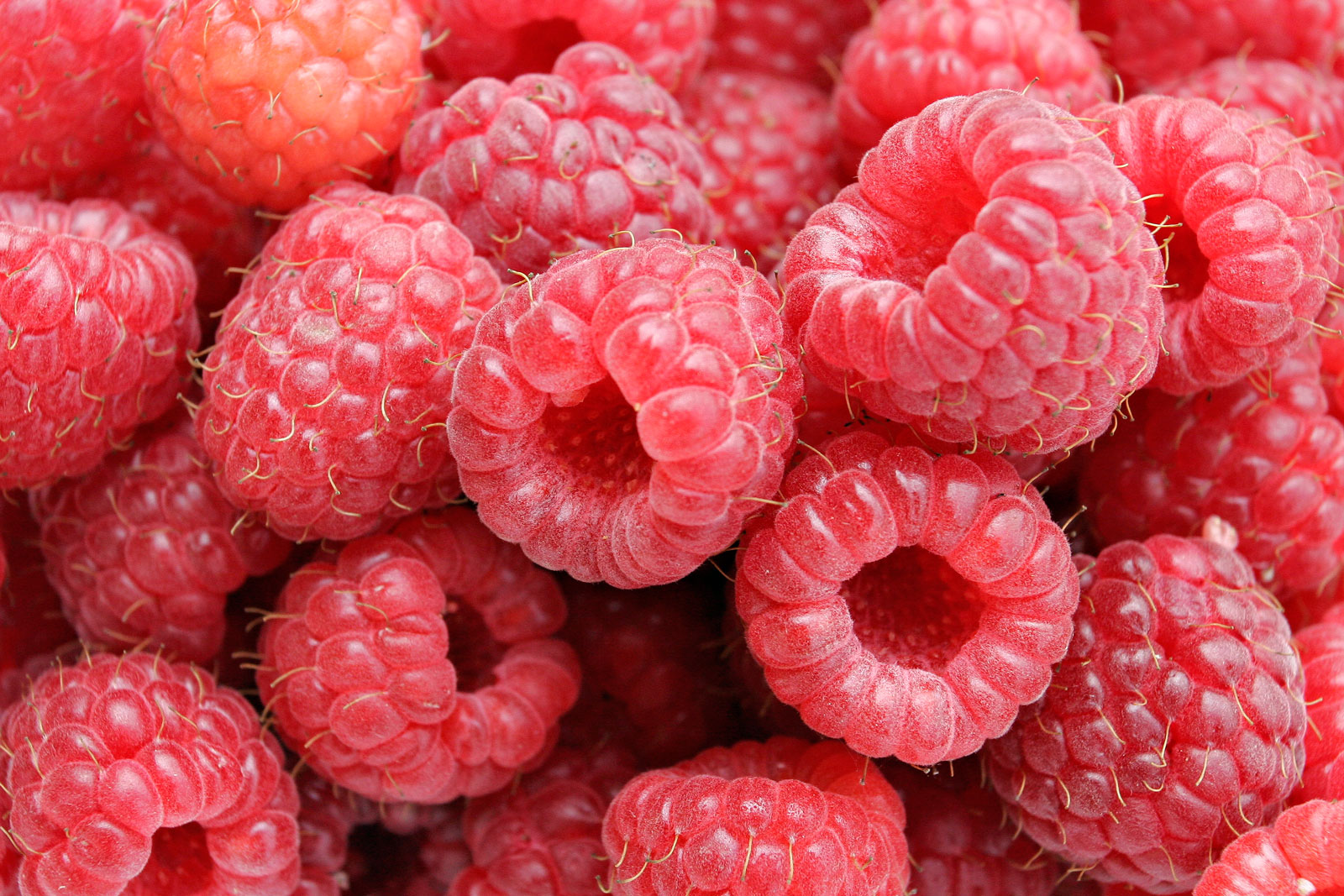
العليق

اللون العليقي موضح على اليسار، وهو لون بشبه لون العليق.

### قطيفي

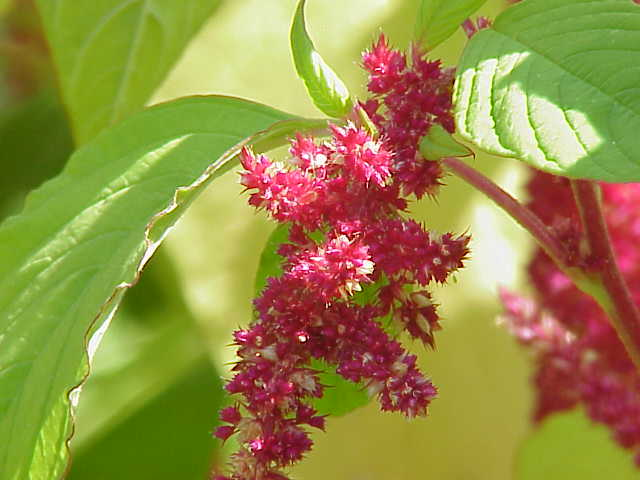
القطيفة ثلاثية الألوان

اللون القطيفيّ موضح على اليسار، هو لون زهريٌّ أحمر يشبه لون القطيفة ثلاثية الألوان، وهو قريب من اللون الطباعي الماجنتا إلا أنه أكثر حمرة.

### سيكوياني

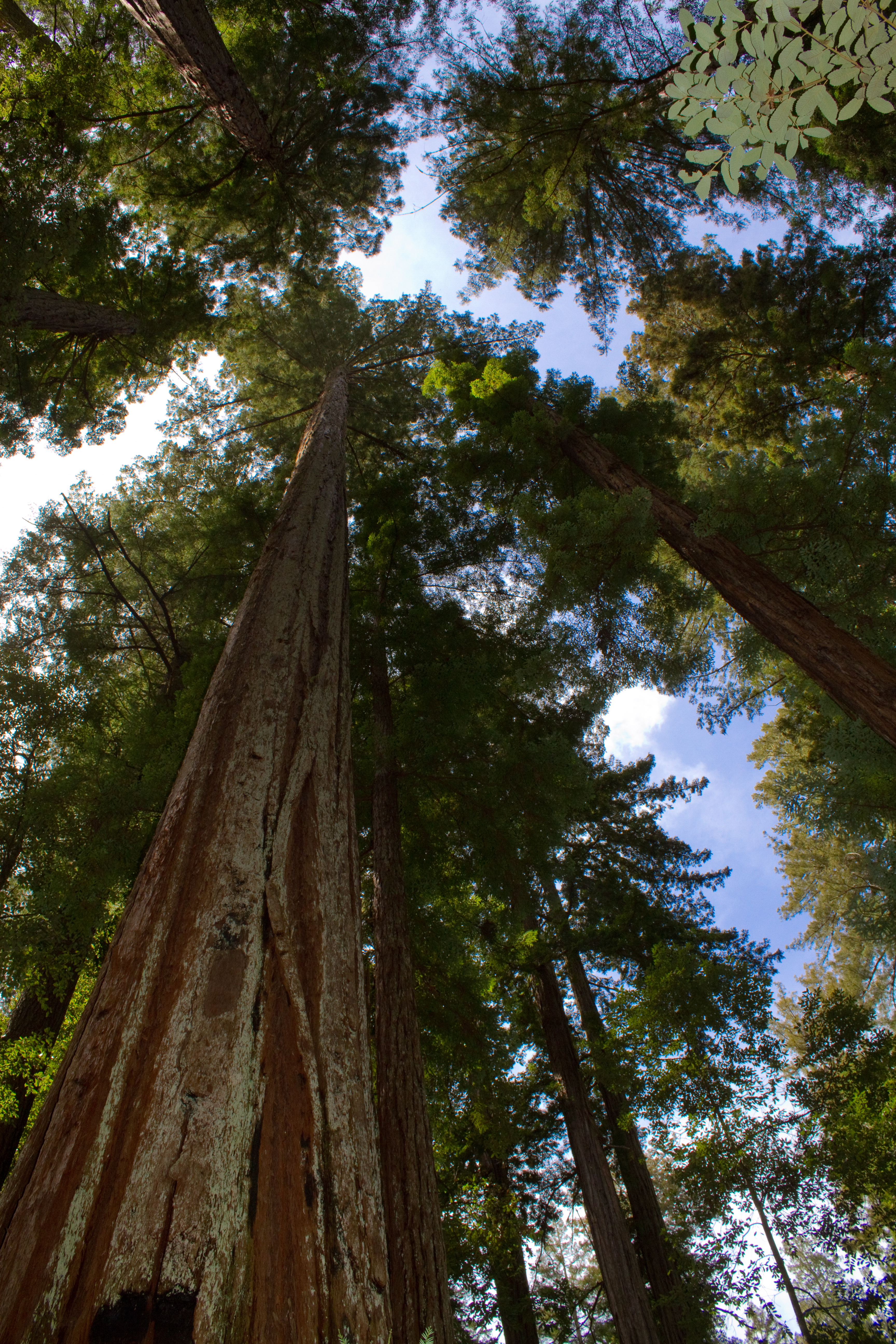
شجرة السيكويا دائمة الخضرة

اللون السيكوياني موضح على اليسار، وقد أخذ اسمه من شجرة السيكويا دائمة الخضرة.

### أحمر توسكاني

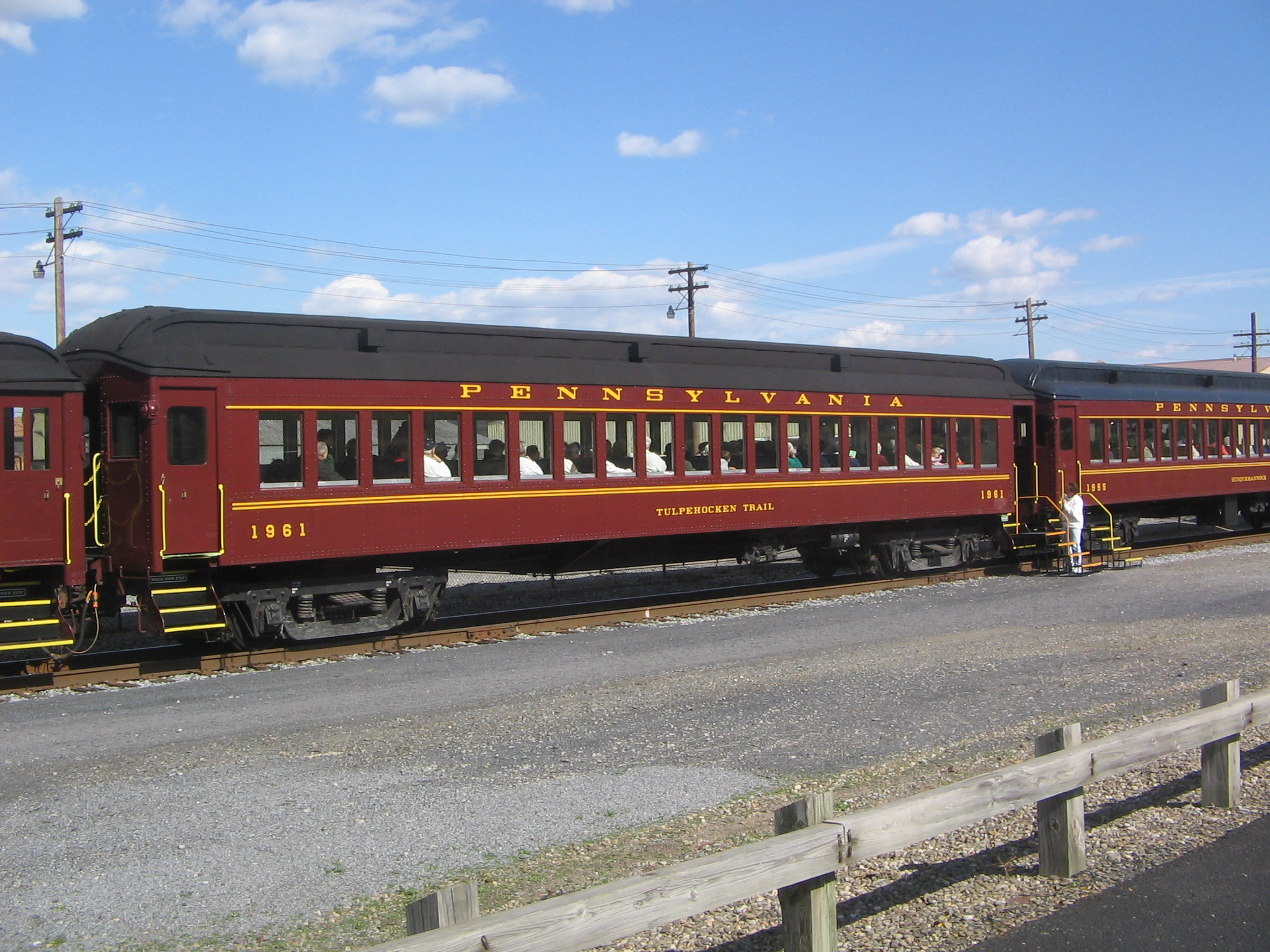
الأحمر التوسكاني كان اللون المستخدم في سكة حديد بنسلفانيا

اللون الأحمر التوسكاني موضح على اليسار، وهو لون كان يستخدم في عربات ركاب سكة حديد بنسلفانيا.
وقد وصفه المكتب القومي للمعايير بأنه لون مبني على «الأحمر الهندي» والذي كان يُشتق من أوكسيد الحديد. هذا اللون يُعَدل فيما بعد عن طريق معالجته بـ«صبغة لاك الأليزارين» (alizarin lake pigment). ثبات هذه الصبغة جعلها قابلة للاستخدام في عربات سكك الحديد والمكائن.

### بندقي الكستناء

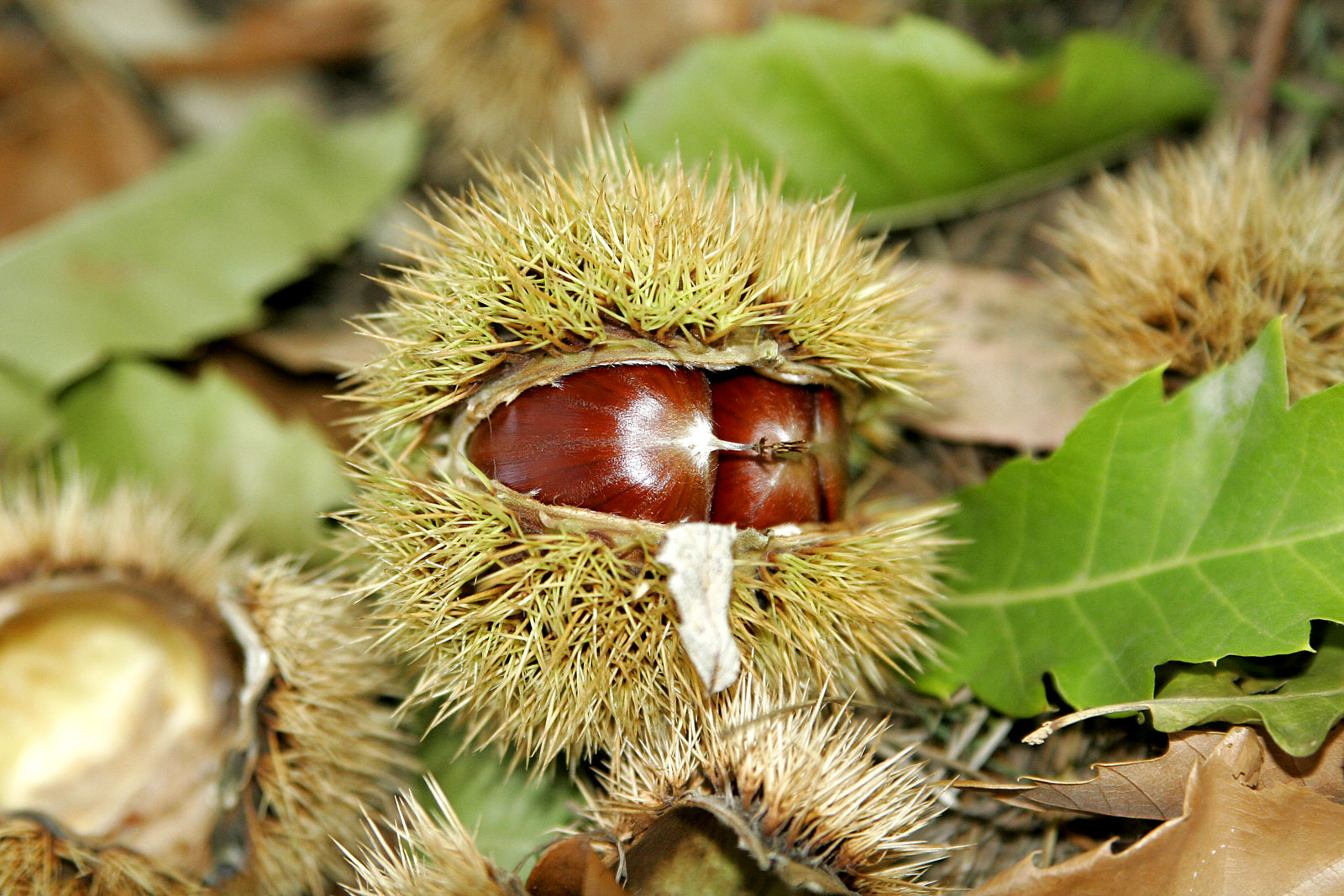
بندق شجر الكستناء

اللون بندقي الكستناء هو لون أحمر مائل للبني، وهو يُنسب إلى بندقة شجر الكستناء، وهو يختلف عن اللون الكستنائي إذ إن الأخير يرجع أصل تسميته إلى كلمة marron الفرنسية، والتي تشير إلى «الكستناء الإسباني»
ويختلف عن اللون الأحمر البندقي والذي يُنسب إلى البندقية.

### احمر ياباني

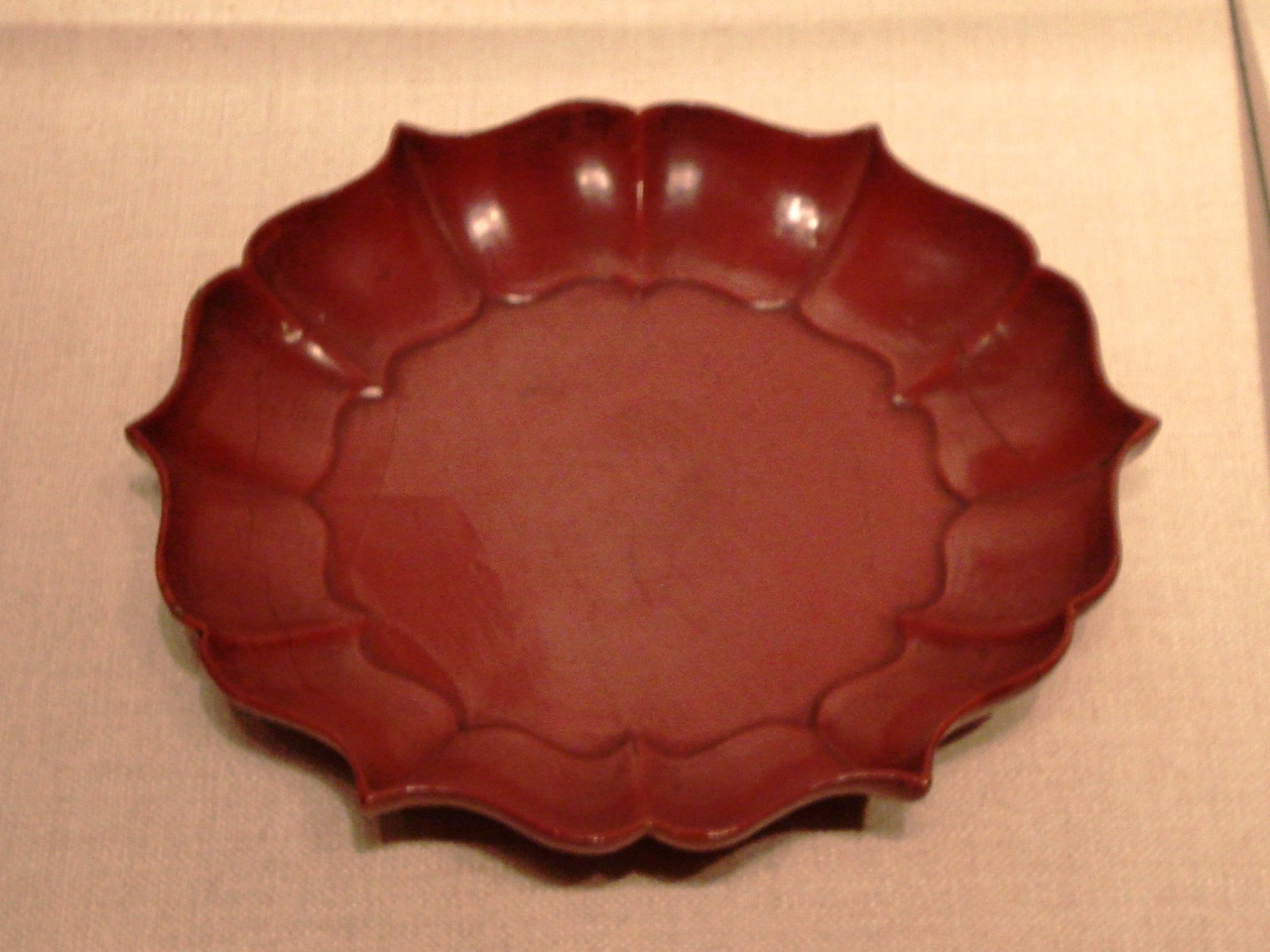
صينية مطلية باللك

اللون الأحمر الصيني موضح على اليسار، وهو لون موجود في طلاء اللك (وهو طلاء يستخدم لطلي المعادن والأخشاب والخزف الصيني)